# فراسيون إسفيني
الفراسيون الإسفيني (باللاتينية: Marrubium cuneatum) نوع نباتي من جنس الفراسيون يتبع الفصيلة الشفوية.

## الموئل والانتشار
موطنها بلاد الشام وتركيا.

## مرادفات للاسم العلمي
- (باللاتينية: Marrubium gamodon Stapf)
- (باللاتينية: Marrubium polyodon Boiss.)
- (باللاتينية: Marrubium radiatum Delile ex Benth.)
- (باللاتينية: Marrubium cuneatum var. spinulosum Boiss.)